# 송상훈
송상훈(宋相勳, 1995년 10월 24일 ~ )은 대한민국의 바둑 기사이다.

## 약력
경기도 부천 출신으로 양천대일도장에서 바둑을 배웠다. 2014년 제133회 일반 입단대회를 통해 입단했다. 입단 후 국수전 본선에 올랐고 제16회 농심배 오르며 2단에 승단했고 렛츠런파크배 본선 16강에 올랐다. 2015년 제3기 메지온배 오픈신인왕전 본선8강에 진출했다. 2016년 3단으로 승단했고 2017년 제2회 미래의 별 신예최강전 본선 8강에 진출했다. 2018년 4단으로 승단했고 제3회 미래의 별 신예최강전 본선 16강에 올랐다. 2021년 5단으로 승단했다.